# Lac Creux (Fassett)
Le lac Creux est un lac d'eau douce situé dans la municipalités de Fassett, administré par la municipalité régionale de comté de Papineau, dans la région administrative de l'Outaouais, au Québec, au Canada.
À l'est du lac Creux, un lac sans nom est présent.

## Toponymie
Le toponyme « Lac Creux » a été officialisé le 3 novembre 1983 par la Commission de toponymie du Québec, en référence à la profondeur du lac.